# 索尔涅奇诺多利斯克
索尔涅奇诺多利斯克（羅馬化：Solnechnodolʹsk）是俄罗斯斯塔夫罗波尔边疆区的市级镇，属伊佐比利内区管辖。地处斯塔夫罗波尔边疆区西部，位于顿河流域叶戈尔雷克河上的新特罗伊茨克水库（Новотроицкое вдхр.）沿岸，在区行政中心伊佐比利内西南、州府斯塔夫罗波尔西北方，靠近斯塔夫罗波尔边疆区与克拉斯诺达尔边疆区的边界。
该地2022年人口有11,407人；2010年人口12,137；2002年人口12,929；1989年人口11,118。